# Røssvatnet
El lago Røssvatnet o Røssvatn  (sami: Reevhtse) es un gran lago de Noruega, embalsado artificialmente desde 1957, que se localiza en la parte norte del país, no lejos de la frontera sueca. Administrativamente, pertenece a los municipios de Hattfjelldal y Hemnes del condado de Nordland. Es un lago de forma bastante irregular, con una zona central más abierta —prácticamente dividida en dos por un estrangulamiento de apenas 600 m— conectada con varias bahías laterales; en la parte sur hay una gran isla, Røssvassholmen, de 8,5 km de largo. El lago se encuentra a una altitud de 374 m s. n. m. y tiene una superficie de 219 km² —2º lago del país— y una longitud máxima de unos 38 km, con un ancho muy variable de entre 2-10 km (sin el embalse, que ha regulado el lago desde 1957, tendría 190 km² y sería el 3º lago del país). Su profundidad es de 240 m y su volumen se calcula en alrededor de 15 km³.

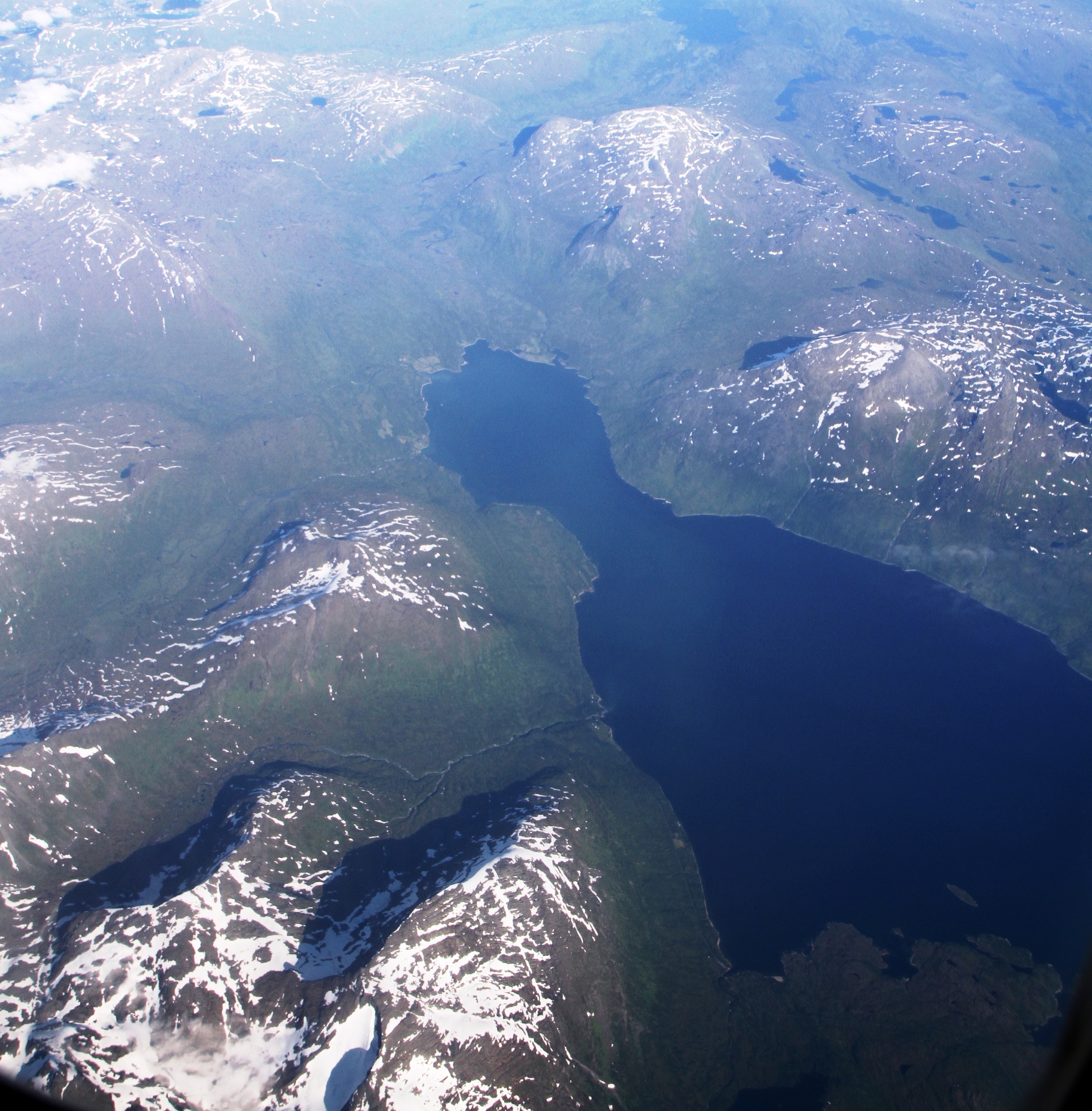
Vista aérea de la parte norte del lago Røssvatnet. Foto: Erlend Bjørtvedt

En el lago desaguan muchos pequeños arroyos de su cuenca natural, teniendo como único emisario al río Røssåga, un corto río que drena en dirección norte y que nace en una de las bahías laterales de la parte occidental. El Røssåga, tras 50 km de recorrido desagua en uno de los ramales interiores del Ranfjorden, un intrincado fiordo del mar de Noruega.
Varias carreteras siguen las riberas del lago en casi todo su perímetro: la 73 por la ribera sur; la FV291 bordeándole por el oeste en dirección norte, y que cruza el lago dos veces aprovechando dos estrangulamientos; y una local, FV292, por toda la orilla oriental.
La zona del lago ha estado ocupada desde la Edad de Piedra.